# 三宅康雄
三宅 康雄（みやけ やすお）は、江戸時代前期から中期にかけての大名。三河国田原藩2代藩主。田原藩三宅家5代。官位は従五位下・出羽守、備前守。

## 生涯
万治2年（1659年）10月29日、挙母藩2代藩主（後に田原藩初代藩主）三宅康勝の長男として誕生した。延宝2年（1674年）12月27日、従五位下・出羽守に叙位・任官する。貞享4年（1687年）、父の死去により家督を継いだ。
元禄2年（1689年）6月、江戸城一橋門番に任じられ、元禄6年（1693年）9月に駿府城番となる。元禄9年（1696年）6月に江戸城馬場先門番となり、9月に日光祭祀奉行、10月に奥詰、11月に5代将軍・徳川綱吉付の小姓に任じられ、元禄12年（1699年）3月28日には奏者番に任じられた。元禄13年（1700年）に水戸藩前藩主徳川光圀が死去すると、幕府の上使として水戸に赴いている。
宝永元年（1704年）10月1日に寺社奉行に任じられる。藩政では凶作や暴風雨が相次いで財政が苦しくなり、宝永3年（1706年）から家臣の知行削減を行なっている。正徳5年（1715年）6月に江戸城竹橋門番、享保2年（1717年）6月には江戸城田安門番を務めた。
享保11年（1726年）10月4日に死去した。享年68。跡を次男の康徳が継いだ。

## 系譜
父母
- 三宅康勝（父）
- 法秀院 ー 松平正綱の娘（母）

正室
- 梅休院 ー 松平近陳の娘

子女
- 襖右衛門（長男）
- 三宅康徳（次男）生母は梅休院（正室）
- 松平近貞[1]（三男）生母は梅休院（正室）
- 於万